# Południowa Afryka
Południowa Afryka (ang. South Africa, afr. Suid-Afrika), oficjalnie Republika Południowej Afryki, RPA (ang. Republic of South Africa, afr. Republiek van Suid-Afrika) – państwo położone na południowym krańcu Afryki, u styku Oceanu Atlantyckiego i Oceanu Indyjskiego. Zajmuje powierzchnię 1 219 090 km² i liczy 56 978 635 mieszkańców (2021).
Państwo jest republiką parlamentarną. Funkcję stolicy pełnią trzy miasta: Pretoria (siedziba władzy wykonawczej), Kapsztad (siedziba władzy ustawodawczej) i Bloemfontein (siedziba władzy sądowniczej). Największym miastem jest Johannesburg. Walutą jest rand.
Południowa Afryka jest krajem wieloetnicznym i wielokulturowym. Około 80% społeczeństwa stanowią czarnoskórzy, 9% koloredzi, a 8% biali. Jedenaście języków ma status języka urzędowego (afrikaans, angielski, xhosa, ndebele, pedi, soto, suazi, tsonga, tswana, venda, zulu). Znaczna część społeczeństwa jest wielojęzyczna. Język angielski używany jest na szeroką skalę w administracji publicznej, mediach i świecie biznesu.
Południowa Afryka jest trzecią co do wielkości gospodarką afrykańską (po Egipcie i Nigerii; PKB realny w 2019 roku – 731 mld USD) i klasyfikowana jest jako rynek wschodzący. Gospodarka w dużym stopniu opiera się na sektorze usługowym, choć istotną rolę odgrywa też przemysł, bazujący na bogatych zasobach naturalnych. Do głównych wyzwań, z którymi zmaga się państwo należą wysoki poziom nierówności społecznych, bezrobocia, ubóstwa, przestępczości i korupcji, jak i epidemia HIV/AIDS.
Obszar ten zamieszkany jest od czasów prehistorycznych. Osiedli tu Buszmeni, Khoikhoi, a w późniejszym okresie także ludy Bantu. W 1652 roku Holendrzy założyli kolonię nad Przylądkiem Dobrej Nadziei, która była przystankiem na trasie żeglugowej z Europy do Azji. W 1806 roku terytorium to przeszło w posiadanie brytyjskie (Kolonia Przylądkowa). Niezadowolenie z polityki prowadzonej przez brytyjską administrację kolonialną, w tym zniesienie niewolnictwa, skłoniło część osadników holenderskich (Burów) do migracji w głąb kontynentu (Wielki Trek), gdzie założyli oni szereg republik burskich. W 1902 roku, po serii konfliktów zbrojnych (wojna brytyjsko-zuluska, wojny burskie), motywowanych m.in. odkryciem na tym obszarze bogatych złóż złota i diamentów, cały ten obszar znalazł się w rękach brytyjskich. W 1910 roku utworzony został Związek Południowej Afryki, mający status dominium brytyjskiego, który pełną suwerenność uzyskał w 1934 roku. W 1961 roku państwo proklamowane zostało republiką, kończąc jednocześnie zwierzchność monarchy brytyjskiego (tzw. Commonwealth realm).
Władza w kraju od początku jego istnienia skupiona była w rękach białej mniejszości. Od 1948 roku rząd prowadził politykę apartheidu (segregacji rasowej). Protesty wewnętrzne oraz rosnąca presja międzynarodowa doprowadziły do jej zakończenia na początku lat 90. XX wieku. W 1994 roku przeprowadzone zostały pierwsze wybory powszechne, w wyniku których prezydentem został Nelson Mandela, a władzę objął Afrykański Kongres Narodowy.

## Geografia

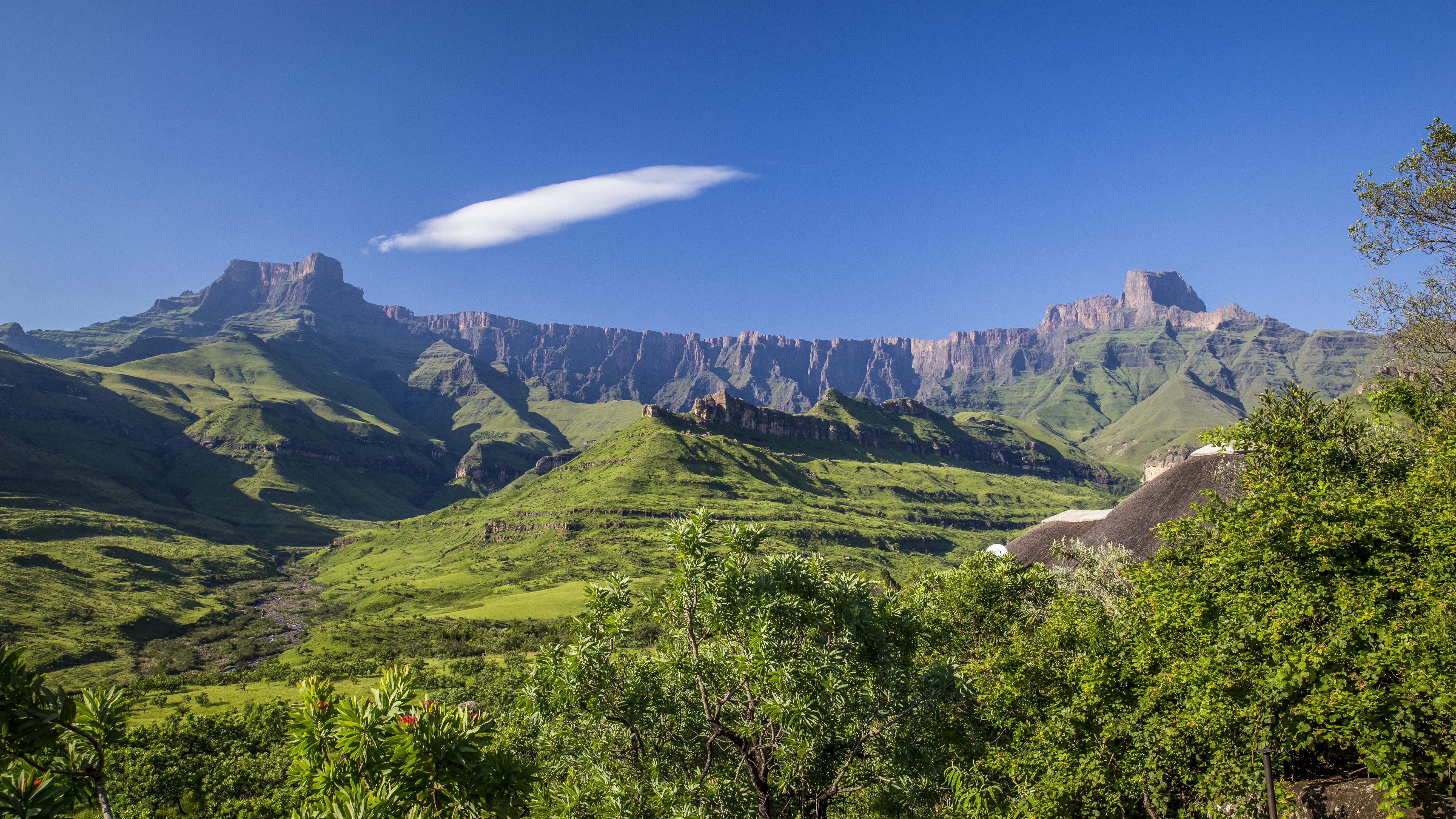
Góry Smocze

Kraj ten jest najdalej na południe wysuniętym państwem w Afryce, z trzech stron otoczonym przez ocean, o linii brzegowej długości ponad 2500 km. Republika Południowej Afryki ma powierzchnię 1 219 912 km². Dużą część kraju zajmuje rozległy płaskowyż Wysoki Weld (pow. 400 tys. km²), o wysokości od 900 do 2000 m n.p.m. Od stron wschodniej i południowej kończy się on ostrą krawędzią opadającą w stronę Oceanu Indyjskiego. Wyżynne ukształtowanie terenu przyczyniło się do powstania wielu okazałych jaskiń. Głębokie doliny rzek dzielą kraj na kilka grup górskich, najwyższe z nich to Góry Smocze ciągnące się z północnego wschodu przez enklawę Lesotho w kierunku południowo-wschodnim. Najwyższym punktem tego pasma jest góra Thabana Ntlenyana osiągająca wysokość 3482 m n.p.m. Na północno-zachodnich obszarach kraju rozciąga się kotlina Kalahari. Na Przylądku Igielnym (port. agulhas = igły), najdalej na południe wysuniętym obszarze Afryki spotykają się dwa oceany: Atlantycki i Indyjski. Większość rzek ma swe źródła w Górach Smoczych i płynie najczęściej na wschód w kierunku Oceanu Indyjskiego. Najdłuższą z nich jest rzeka Oranje, o długości 1860 km.

### Klimat
Południowa Afryka posiada kilka stref klimatycznych, od suchej pustynnej przy granicy z Namibią do podzwrotnikowej na południowym wschodzie. W większej części kraju klimat jest słoneczny i suchy. Śnieg w zimie pada zazwyczaj tylko wysoko w górach. Istnieją trzy czynniki decydujące o różnicach klimatycznych w poszczególnych częściach RPA: prądy morskie, szerokość geograficzna i wysokość nad poziomem morza. Klimat atlantyckiego wybrzeża zachodniego jest przez zimny Prąd Benguelski z Antarktydy chłodniejszy i bardziej suchy, Prąd Mozambicki natomiast zapewnia na wybrzeżu wschodnim wilgotny klimat subtropikalny. Położenie RPA na półkuli południowej powoduje, że pory roku są przeciwne niż w Europie.
Między czerwcem i sierpniem, w Górach Smoczych, na wyżynie Wysoki Weld i w Johannesburgu (położonym na wysokości 1753 m n.p.m.) nierzadko leży śnieg.
W lecie temperatury w Kapsztadzie (15 m n.p.m.) oscylują w granicach 30 °C, w zimie natomiast przeważają chłodne dni z częstym deszczem.

## Flora i fauna

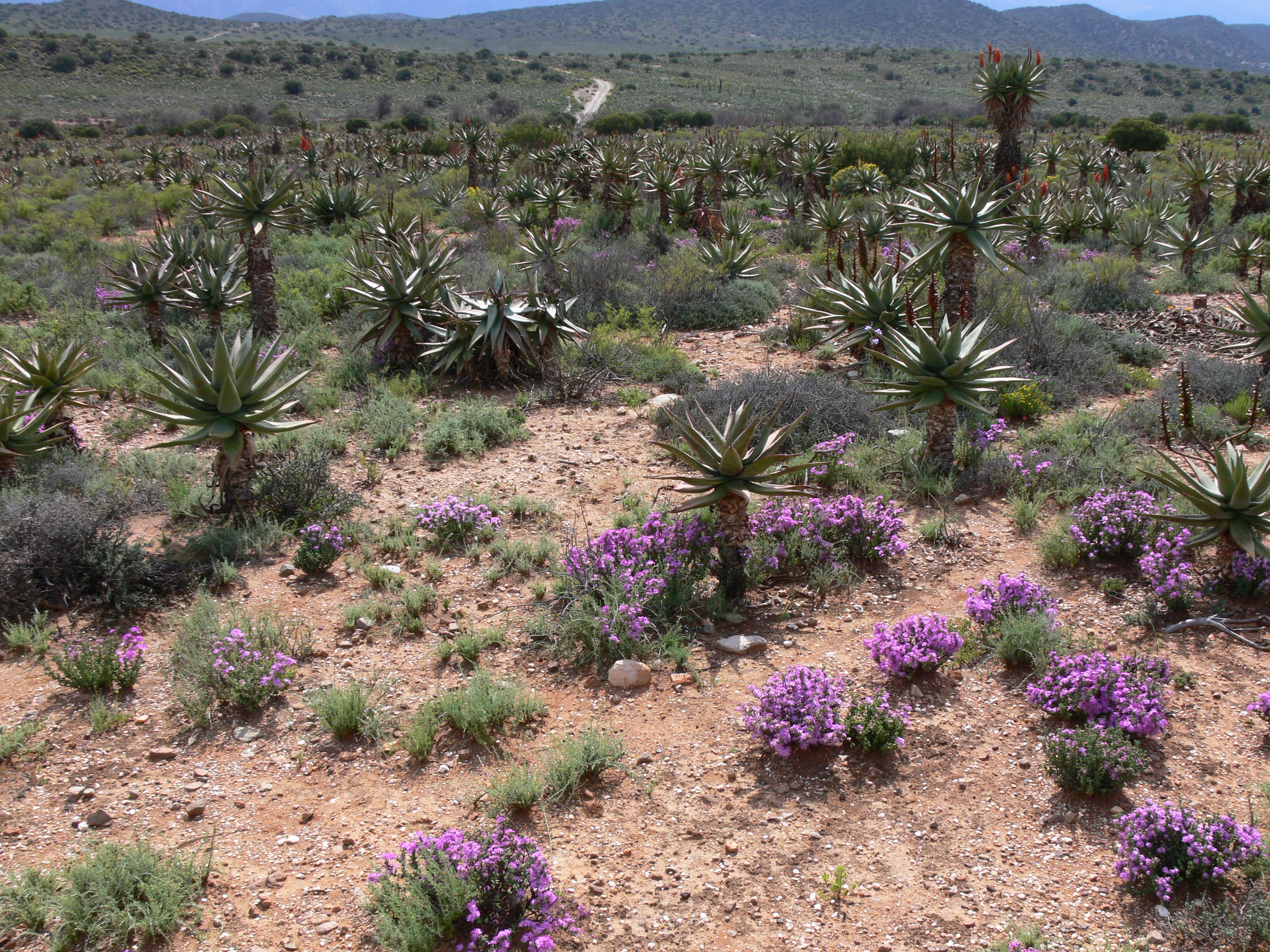
Półpustynia Karru

Wiele spośród roślin to gatunki endemiczne, które najczęściej występują w państwie przylądkowym (Capensis). Na niewielkim obszarze, w Prowincji Przylądkowej Zachodniej, występuje roślinność twardolistna – krzewiaste zarośla określa się tu jako fynbos. W Południowej Afryce jest stosunkowo mało lasów w przeciwieństwie do obszarów krzaczastych i sawann, porośniętych akacjami, a także pojedynczymi baobabami. Pierwotnie istniejący las został prawie w całości przetrzebiony przez kolonistów europejskich niedługo po ich przybyciu, pozostałości można jeszcze zastać w parku Auckland Nature Reserve.
Około 70% obecnie istniejących lasów Południowej Afryki to plantacje, na których hodowane są w celach komercyjnych przede wszystkim sosny (w szczególności Pinus patula, sosna Elliotta, sosna kalifornijska) i eukaliptusy (eukaliptus wielki, Eucalyptus nitens, Eucalyptus macarthurii, Eucalyptus smithii, Eucalyptus dunnii), na mniejszą skalę także akacje (Acacia mearnsii). Na pustyni Kalahari występują sukulenty takie jak aloes czy wilczomlecze.

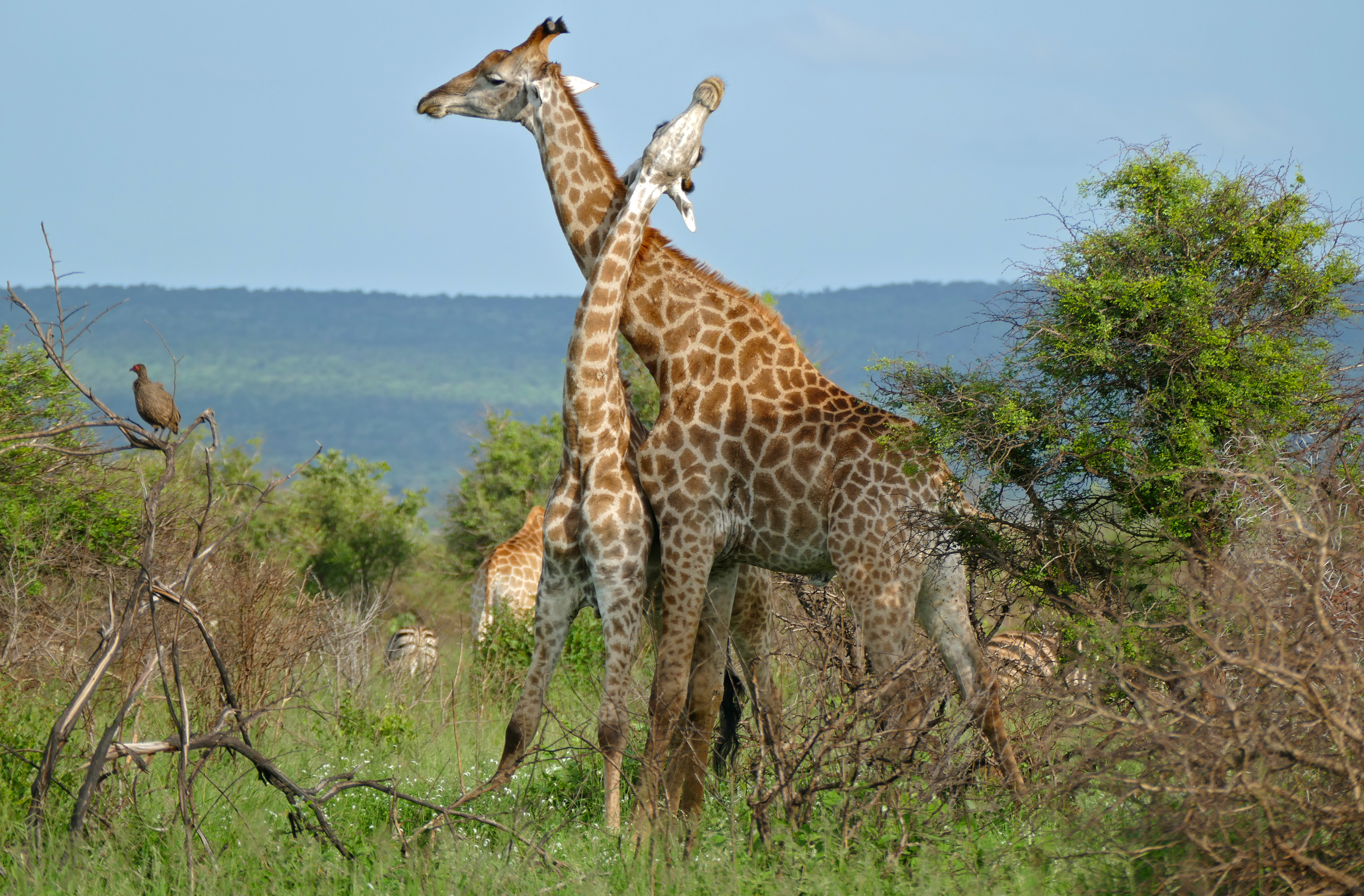
Park Narodowy Krugera

W Południowej Afryce można spotkać pierwszą trójkę największych ssaków lądowych, czyli słonia afrykańskiego, nosorożca białego i hipopotama nilowego, jak również najwyższego, czyli żyrafę, najszybszego, czyli geparda i najmniejszego ssaka na świecie, czyli ryjówkę malutką. Największymi i najniebezpieczniejszymi ssakami lądowymi są nosorożec czarny, bawół afrykański, słoń, lampart i lew. Z mniejszych zwierząt wymienić należy rohatyńca borneańskiego, bawolika białodziobego, ryjoskoczka Elephantulus edwardii, żółwia lamparciego i mrówkolwa. Wśród ponad 800 gatunków ptaków w Południowej Afryce znajdują się największy, czyli struś, i najcięższy latający, czyli drop olbrzymi. Oprócz tego można zobaczyć nektarniki i flamingi. Wikłacze budują gigantyczne, podobne do miast kolonie, a sokolik czerwonooki jest najmniejszym ptakiem drapieżnym na świecie. U południowych wybrzeży kraju, głównie w rejonie Przylądka Dobrej Nadziei naliczono około 170 000 dzikich pingwinów będących pod ścisłą ochroną.

## Historia

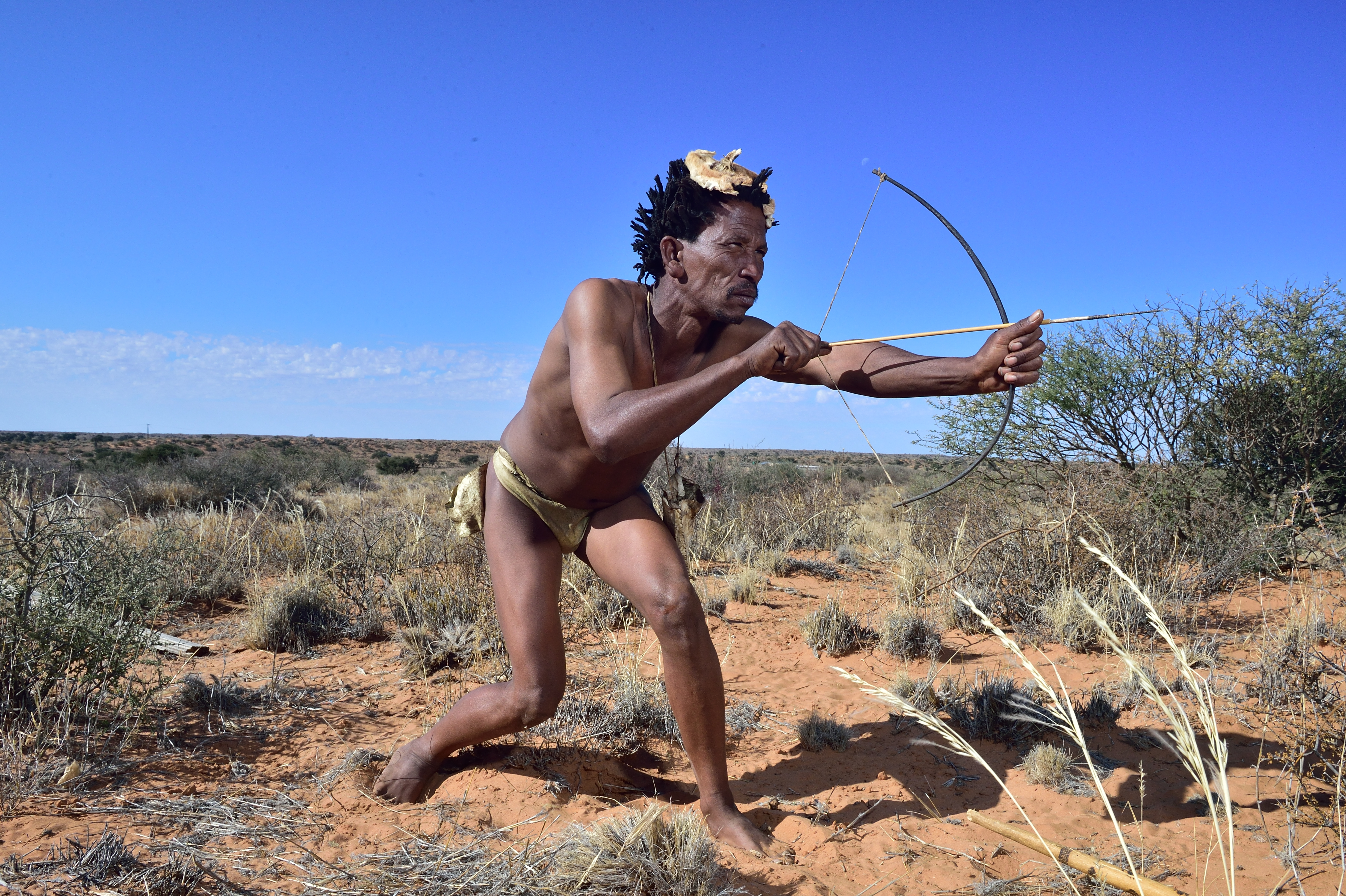
Buszmen w Kalahari

Pierwszymi mieszkańcami współczesnej Republiki Południowej Afryki byli Buszmeni. Trafili oni na te obszary w I tysiącleciu p.n.e. W I tysiącleciu naszej ery przybył tu lud Khoikhoi, a od IX wieku zaczęły napływać plemiona Bantu, które zepchnęły dotychczasowe ludy na południowy zachód. Pierwsi Europejczycy pojawili się w XV wieku, a kolonizacja rozpoczęła się w XVII wieku. W 1652 roku Holender Jan van Riebeeck na zlecenie Holenderskiej Kompanii Wschodnioindyjskiej wzniósł na Przylądku Dobrej Nadziei stację zaopatrzeniową. W połowie XVII wieku zaczęli napływać holenderscy chłopi zwani w Europie Burami, następnie niemieccy protestanci i francuscy hugenoci. Od początku utrzymywano separację pomiędzy białymi i Afrykanami. Osadnictwu towarzyszyły konflikty zbrojne z Hotentotami i Buszmenami, a od lat 70. XVIII wieku z ludami Bantu.

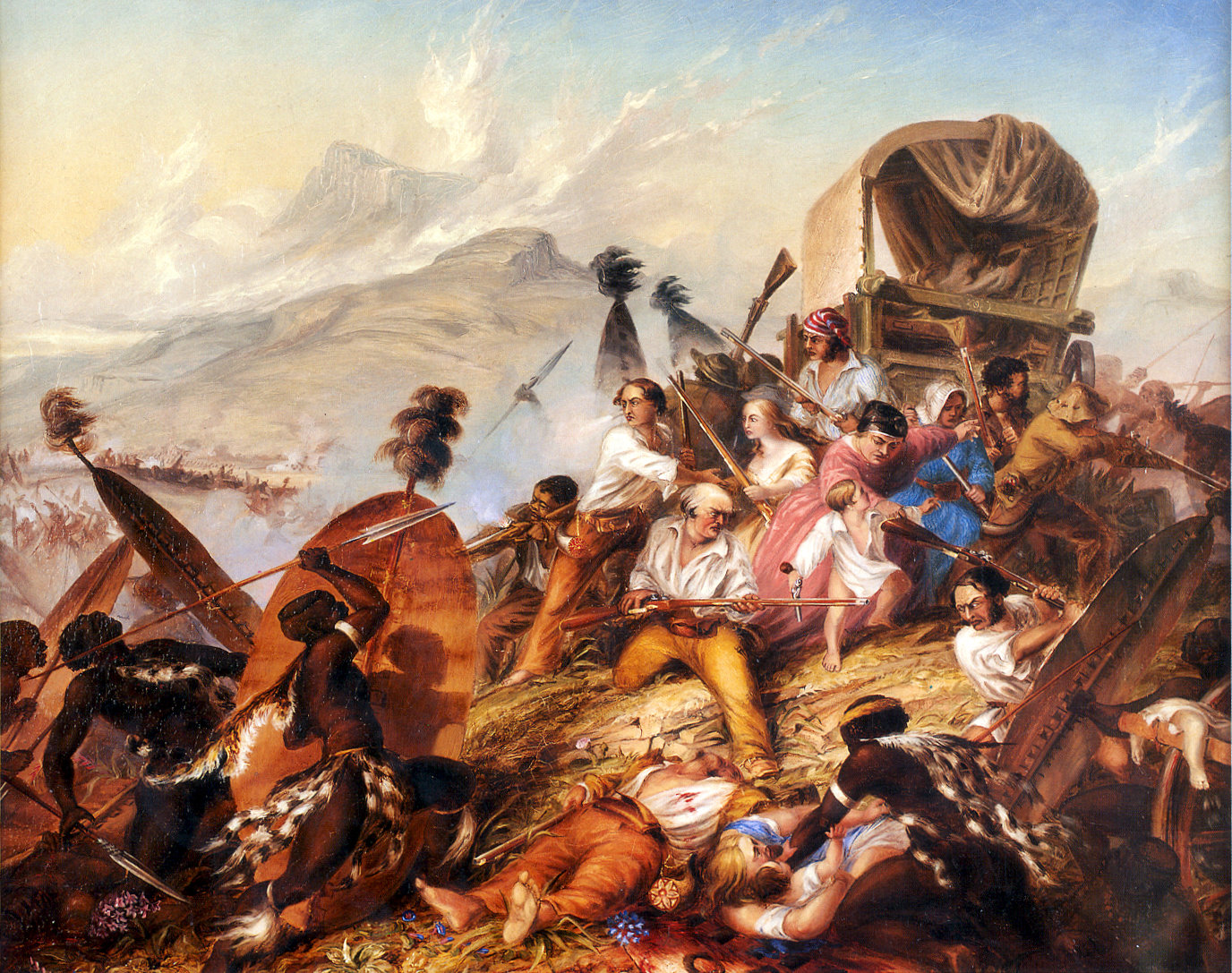
Wojna bursko-zuluska, 1838

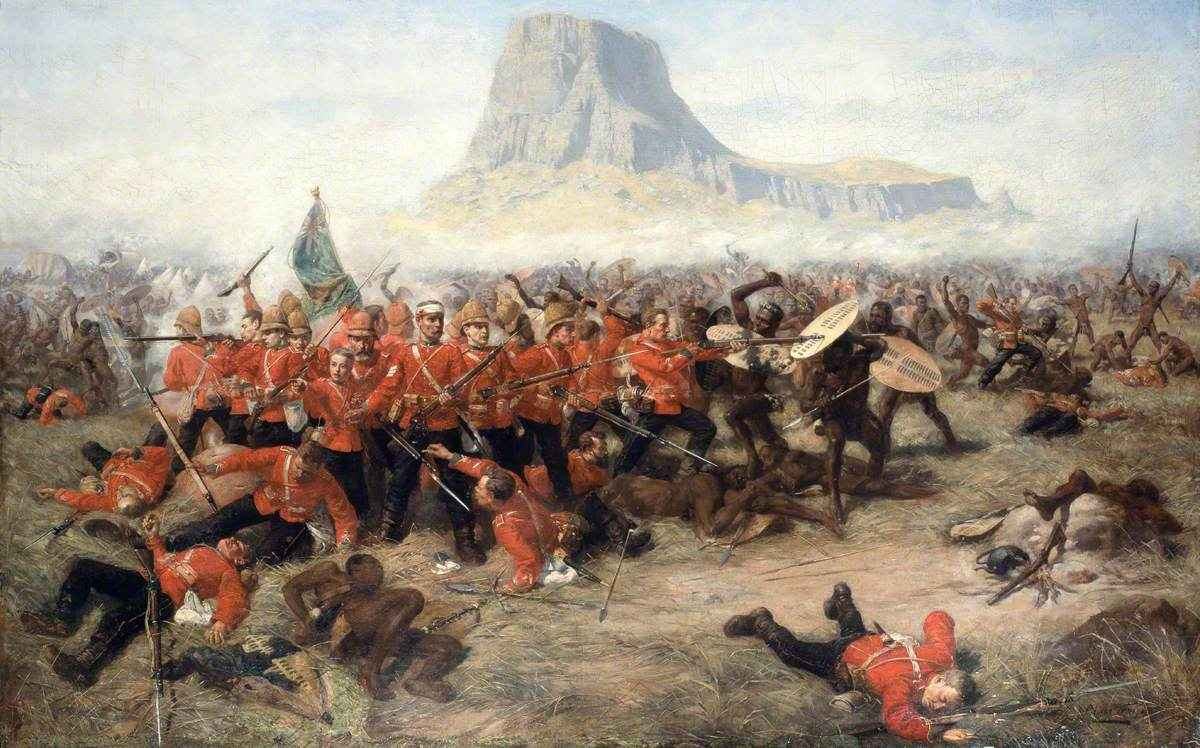
Bitwa pod Isandlwana, 1879

Na przełomie XVIII i XIX wieku kolonię w Przylądku Dobrej Nadziei opanowali Brytyjczycy, którzy w 1806 roku dokonali jej aneksji. Od roku 1818 funkcjonowało państwo zuluskie pod wodzą Czaki. Od 1820 roku miał miejsce napływ osadników brytyjskich, z kolei w 1834 zniesiono niewolnictwo. Wydarzenia te spowodowały masową wędrówkę Burów w głąb kraju, czyli tzw. Wielki Trek. Po zaciętych walkach z Bantu, Burowie utworzyli Burskie Republiki Transwalu i Oranii. Odkrycia na zamieszkanym przez Burów terenie Witwatersrand diamentów w 1867 i złota w 1886 roku przyczyniły się do szybkiego wzrostu gospodarczego oraz przywędrowania wielu Europejczyków. Z tychże powodów wzrosło zainteresowanie Wielkiej Brytanii tym obszarem. Niedługo później rozpoczęły się regularne walki brytyjskich oddziałów z Burami, co było początkiem I wojny burskiej toczącej się pomiędzy 1880 a 1881 rokiem. W walkach podczas II wojny burskiej Afrykanerzy ponieśli porażkę. Po traktacie z Vereeniging republiki burskie zostały włączone do Brytyjskiego Imperium. Zaznaczono, że w republikach język niderlandzki pozostanie językiem urzędowym. Po czterech latach negocjacji Natal, Transwal, Orania i Kolonia Przylądkowa utworzyły w 1910 roku Związek Południowej Afryki. W międzyczasie w roku 1879 Brytyjczycy dokonali podboju państwa Zulusów.
Związek Południowej Afryki pozostawał brytyjskim dominium. Władzę w nim sprawowała biała ludność afrykanerska, która wprowadziła serię praw dyskryminujących czarnoskórą większość. Doprowadziło to do narodzin ruchu wyzwoleńczego czarnych (w 1912 roku powstał Południowoafrykański Tubylczy Kongres Narodowy (od 1923 roku Afrykański Kongres Narodowy)) i rozwinięcia ruchu nacjonalistycznego Afrykanerów. W I wojnie światowej ZPA zajęło Niemiecką Afrykę Południowo-Zachodnią (obecnie Namibia). Obszar Afryki Południowo-Zachodniej po zakończeniu wojny stał się terytorium mandatowym Ligi Narodów. Po wojnie nastąpił znaczny rozwój gospodarczy, powstał zarówno czarny, jak i biały proletariat. W grudniu 1921 roku wybuchło powstanie robotnicze w regionie Witwatersrand, które trwało do marca następnego roku. Powstańcy byli białymi górnikami, pod względem politycznym sympatyzowali oni z ugrupowaniami rewolucyjnymi, szczególnie syndykalistami i Południowoafrykańską Partią Komunistyczną. Do zdławienia rebelii rząd użył armii w liczbie 20 tysięcy żołnierzy.
Od 1924 roku ZPA rządziła biała koalicja Partii Narodowej i Południowoafrykańskiej Partii Narodowej, które połączyły się w 1934 roku w Zjednoczoną Południowoafrykańską Partię Narodową. W 1931 roku ogłoszono niepodległość państwa. Razem z Wielką Brytanią, ZPA uczestniczył w II wojnie światowej po stronie alianckiej, wypowiadając wojnę Niemcom 6 września 1939 roku. W okresie wojny grupy białych rasistów w proteście przeciwko udziałowi RPA w wojnie przeciwko Niemcom przeprowadziły zamachy terrorystyczne na cele rządowe. W trakcie wojny ze stanowiska premiera zrezygnował Barry Hertzog, który był niechętny zaangażowaniu ZPA w konflikt.
W 1948 roku zwycięstwo wyborcze (w wyborach mogli głosować jedynie biali) odniosła koalicja afrykanerska, w skład której weszły Partia Nacjonalistyczna i Partia Afrykanerska. W 1951 roku obie partie połączyły się w Partię Narodową. Partia miała wymiar rasistowski (w skład jej rządu weszło nawet kilku byłych działaczy nazistowskich, a były bojówkarz nazistów Balthazar Johannes Vorster w latach 1966–1978 pełnił funkcję premiera) i rozpoczęła wdrażanie systemu segregacji rasowej znanego jako apartheid.
W 1949 roku ZPA anektował obszar współczesnej Namibii. W latach 50. narastał opór ludności kolorowej przeciwko apartheidowi. Na czele ruchu antyrządowego stanął Afrykański Kongres Narodowy (ANC). Kongres początkowo popierał ideologię Mahatmy Gandhiego i opowiadał się za pokojowym rozwiązaniem problemów rasowych. W 1959 roku z ANC oderwał się niewielki Kongres Panafrykański, który w późniejszych latach utworzył własne oddziały znane jako Poqo. ANC zmienił poglądy po tym, gdy w 1960 roku doszło do masakry nieuzbrojonych demonstrantów w Sharpeville, a sama organizacja została zdelegalizowana. Masakra doprowadziła do utworzenia w połowie lat 60. zbrojnego skrzydła ANC, Umkhonto we Sizwe (Włócznia Narodu). Ruch oporu rozwinął się także w Namibii okupowanej przez ZPA. W 1966 roku tamtejsza Organizacja Ludu Afryki Południowo-Zachodniej rozpoczęła wojnę o niepodległość.

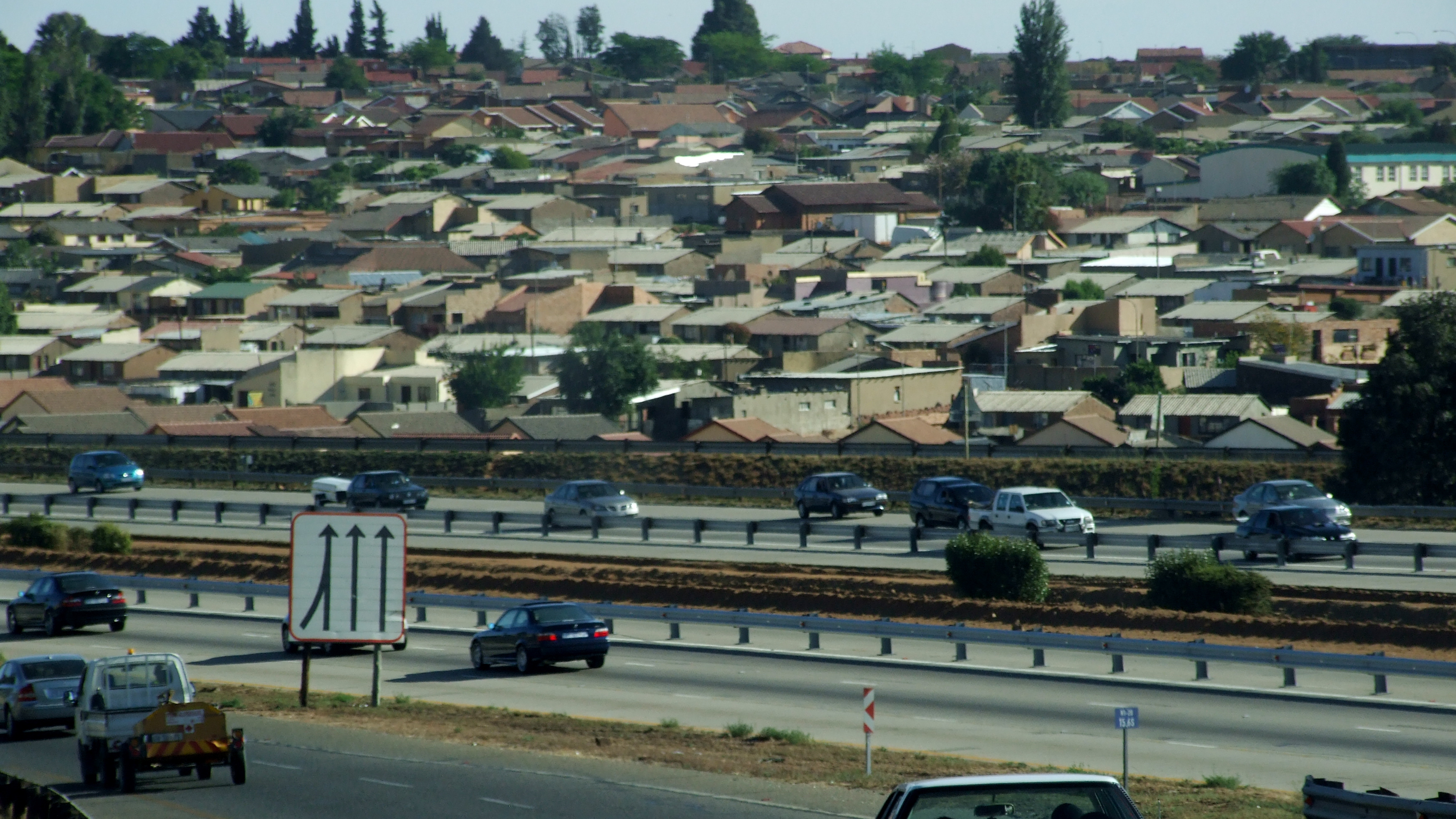
Soweto

W 1961 roku władze proklamowały powstanie Republiki Południowej Afryki, zrywając ostatnie konstytucyjne więzy łączące kraj z Wielką Brytanią. Wycofały się przy tym z udziału we Wspólnocie Narodów. RPA stała się przedmiotem ostrej krytyki na forum ONZ. W 1966 roku ONZ uznał politykę apartheidu za zbrodnię przeciwko ludzkości. Nie malał opór czarnoskórej większości, który rząd próbował rozbić poprzez zapoczątkowaną w 1963 roku politykę bantustanizacji. Od początku lat 70. zaczął powstawać również umiarkowany ruch oporu, który odrzucał zbrojne metody walki. W 1976 roku doszło do antyrządowych wystąpień murzyńskich w Soweto, zostały one krwawo stłumione przez siły rządowe. Od połowy lat 70. RPA prowadziła agresywną politykę względem sąsiadów. RPA wdało się z nimi w tzw. południowoafrykańską wojnę graniczną. Wojska RPA przeprowadziły zbrojne rajdy na tereny Mozambiku, Botswany, Angoli i Lesotho.
Po 1976 roku władze zaczęły realizować program „kontrolowanego osłabiania barier rasowych”. Ustanowiona w 1984 roku konstytucja przyznała prawa polityczne ludności czarnej i azjatyckiej. Polityka modyfikacji apartheidu nie zatrzymała rosnącego ruchu oporu czarnych i nie zapobiegła zaostrzeniu sankcji międzynarodowych. W 1987 roku wybuchły walki wewnętrzne między Afrykańskim Kongresem Narodowym a zuluskim Ruchem Inkatha (od 1990 roku Partia Wolności Inkatha). Starcia spowodowały tysiące ofiar. W 1989 roku na czele rządzącej partii i na stanowisku prezydenta stanął Frederik Willem de Klerk. Polityk rozpoczął proces znoszenia apartheidu. W 1990 roku zalegalizował ANC, zwolnił z więzienia nieformalnego lidera ruchu – Nelsona Mandelę – i rozpoczął dialog z opozycją. Ustawodawstwo apartheidu zniesiono w 1991 roku, a ANC zrzekł się walki zbrojnej. W 1994 roku odbyły się pierwsze w pełni demokratyczne wybory powszechne. Demokratyzacja kraju przyczyniła się do zniesienia międzynarodowych sankcji.
W wyborach z 1994 roku zwyciężył ANC, a Mandela został wybrany prezydentem, zaś De Klerk został wiceprezydentem. W skład rządu weszła też Partia Wolności Inkatha. W 1996 roku została uchwalona nowa konstytucja. W 1999 roku nowym prezydentem został wybrany dotychczasowy współpracownik Mandeli, Thabo Mbeki. Wybory z 2004 roku umocniły pozycję ANC, zdecydował się on jednak utrzymać koalicję z Partią Wolności Inkatha.

## Ustrój polityczno-prawny

### Ustrój polityczny

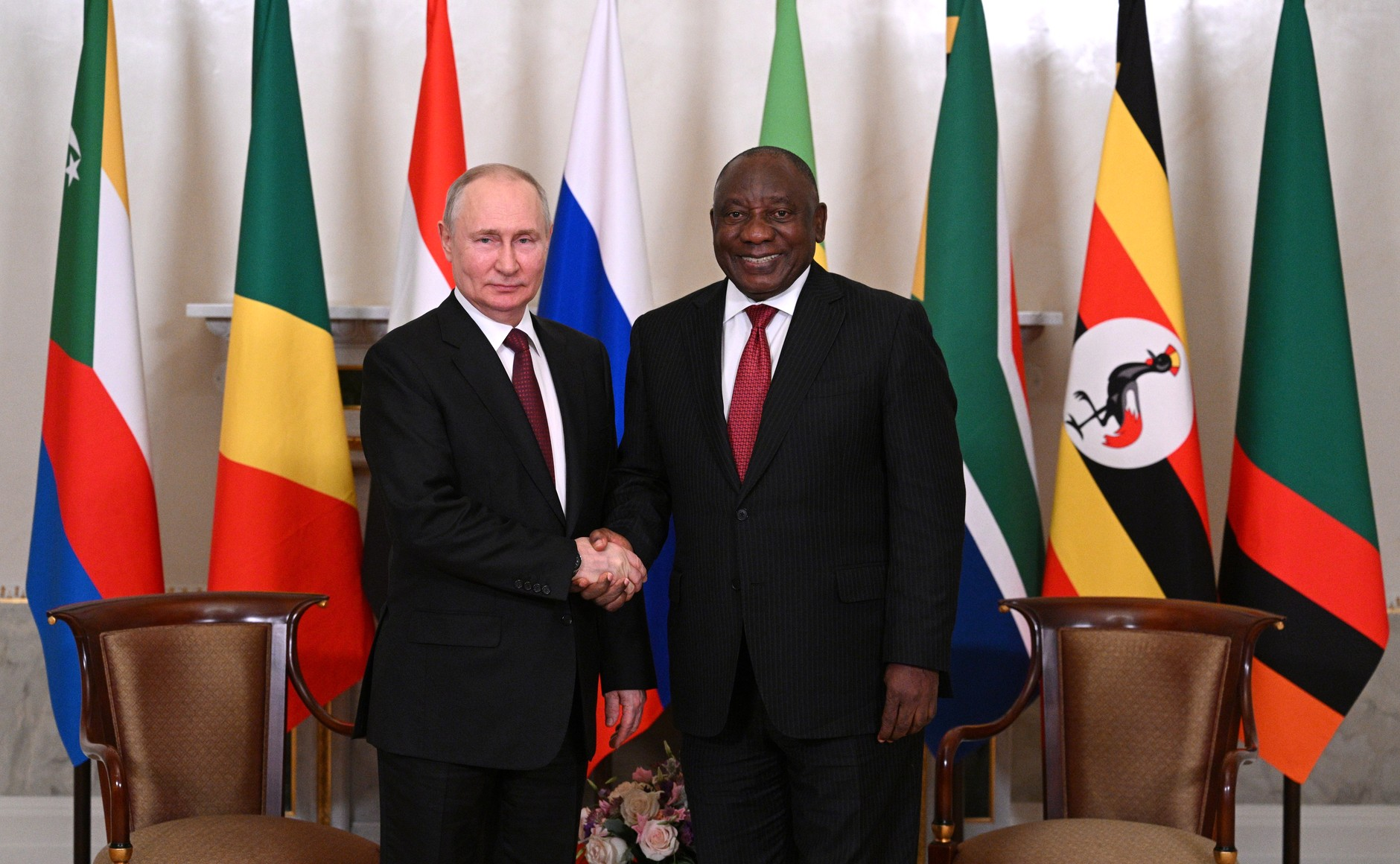
Prezydent Cyril Ramaphosa i Władimir Putin w Moskwie 17 czerwca 2023

Republika Południowej Afryki jest państwem federalnym podzielonym na 9 prowincji, o demokratyczno-parlamentarnej formie rządów. Oficjalnie w tej republice funkcjonuje 11 języków urzędowych. Głową państwa jest prezydent, obecnie Cyril Ramaphosa, jest on również szefem rządu. Oprócz prezydenta w skład gabinetu wchodzą wiceprezydent i ministrowie, powoływani przez prezydenta spośród członków Zgromadzenia Narodowego. Konstytucja przewiduje powołanie tylko dwóch ministrów niebędących parlamentarzystami. Prezydent powoływany jest w wyborach pośrednich spośród członków Zgromadzenia Narodowego przez połączone izby parlamentu: niższej (Zgromadzenia Narodowego) oraz wyższej (Krajowej Rady Prowincji). Izbę niższą powołuje się w wyborach powszechnych w okręgach wielomandatowych i zasadą proporcjonalności. Izbę wyższą – Krajową Radę Prowincji – powołują lokalne parlamenty każdej z 9 prowincji (po 10 deputowanych z każdej prowincji). Izba niższa liczy 350-400 deputowanych, a wyższa 90. Każda z 9 prowincji posiada swój lokalny parlament i swój rząd.

### Podział administracyjny

Podział administracyjny Południowej Afryki

1. Prowincja Przylądkowa Zachodnia (Kapsztad)
2. Prowincja Przylądkowa Północna (Kimberley)
3. Prowincja Przylądkowa Wschodnia (Bisho)
4. KwaZulu-Natal (Pietermaritzburg)
5. Wolne Państwo (Bloemfontein)
6. Prowincja Północno-Zachodnia (Mafeking)
7. Gauteng (Johannesburg)
8. Mpumalanga (Nelspruit)
9. Limpopo (Polokwane)

### System prawny
System prawny RPA ma charakter mieszany. Łączy bowiem tradycje systemu kontynentalnego (przede wszystkim prawa holenderskiego), common law (prawa Wielkiej Brytanii), oraz lokalnego afrykańskiego prawa zwyczajowego (szczególnie w postępowaniu przed niższymi sądami). Prawo prywatne oparte jest na precedensach i w większości pozostaje nieskodyfikowane. Obecnie obowiązująca konstytucja pochodzi z 1996 r. i w szerokim zakresie gwarantuje prawa obywatelskie.

### Prawa człowieka
Mimo zagwarantowania praw człowieka w konstytucji, dochodzi do łamania tych praw. Odnotowano represje polityczne wobec opozycji, ograniczenia wolności słowa, naruszenia praw imigrantów i wysoki stopień przestępczości seksualnej.
Republika Południowej Afryki uważana jest za kraj tolerancyjny wobec mniejszości, w tym seksualnych. Od 1996 roku orientacja seksualna jest jedną z kategorii chronionych przed dyskryminacją w konstytucji kraju. RPA jest pierwszym krajem na świecie, który zawarł taki przepis w swojej konstytucji. Przepisy chroniące przed dyskryminacją na podstawie orientacji seksualnej w miejscu pracy pojawiły się w prawodawstwie państwa w 1998 roku, a w pozostałych kategoriach życia w 2001 roku. Od 2006 roku małżeństwa osób tej samej płci są w RPA legalne. Kraj ten był piątym na świecie państwem i pierwszym w Afryce, które zalegalizowało małżeństwa homoseksualne. Ustawa je legalizująca została uchwalona przez Zgromadzenie Narodowe w dniu 14 listopada 2006 roku. Geje, lesbijki i biseksualiści nie są wykluczeni ze służby wojskowej z powodu swojej orientacji seksualnej.

## Siły zbrojne

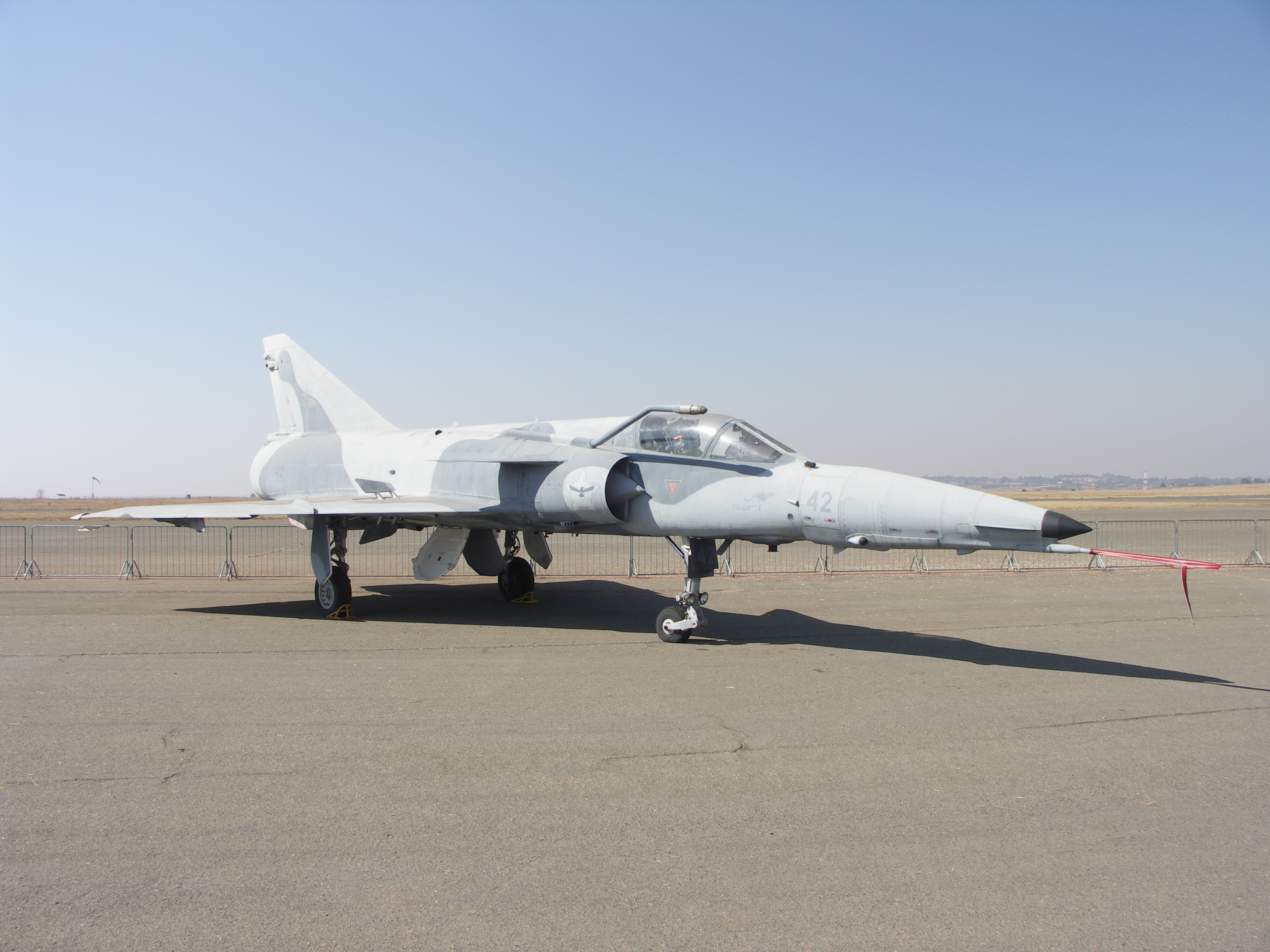
Atlas Cheetah – myśliwiec produkcji południowoafrykańskiej

Południowa Afryka dysponuje trzema rodzajami sił zbrojnych: wojskami lądowymi, marynarką wojenną oraz siłami powietrznymi. Uzbrojenie sił lądowych Południowej Afryki składało się w 2014 roku z: 191 czołgów, 1430 opancerzonych pojazdów bojowych, 118 dział samobieżnych, 64 wieloprowadnicowych wyrzutni rakietowych oraz 75 zestawów artylerii holowanej. Marynarka wojenna Południowej Afryki dysponowała w 2014 roku następującymi okrętami: 9 okrętami obrony przybrzeża, czterema okrętami obrony przeciwminowej, trzema okrętami podwodnymi oraz czterema fregatami. Wojska południowoafrykańskie w 2014 roku liczyły 88,6 tysiąca żołnierzy służby czynnej oraz 17,1 tysiąca rezerwistów. Według rankingu Global Firepower (2014) południowoafrykańskie siły zbrojne stanowią 41. siłę militarną na świecie, z rocznym budżetem na cele obronne w wysokości 4,6 mld dolarów (USD).

## Gospodarka

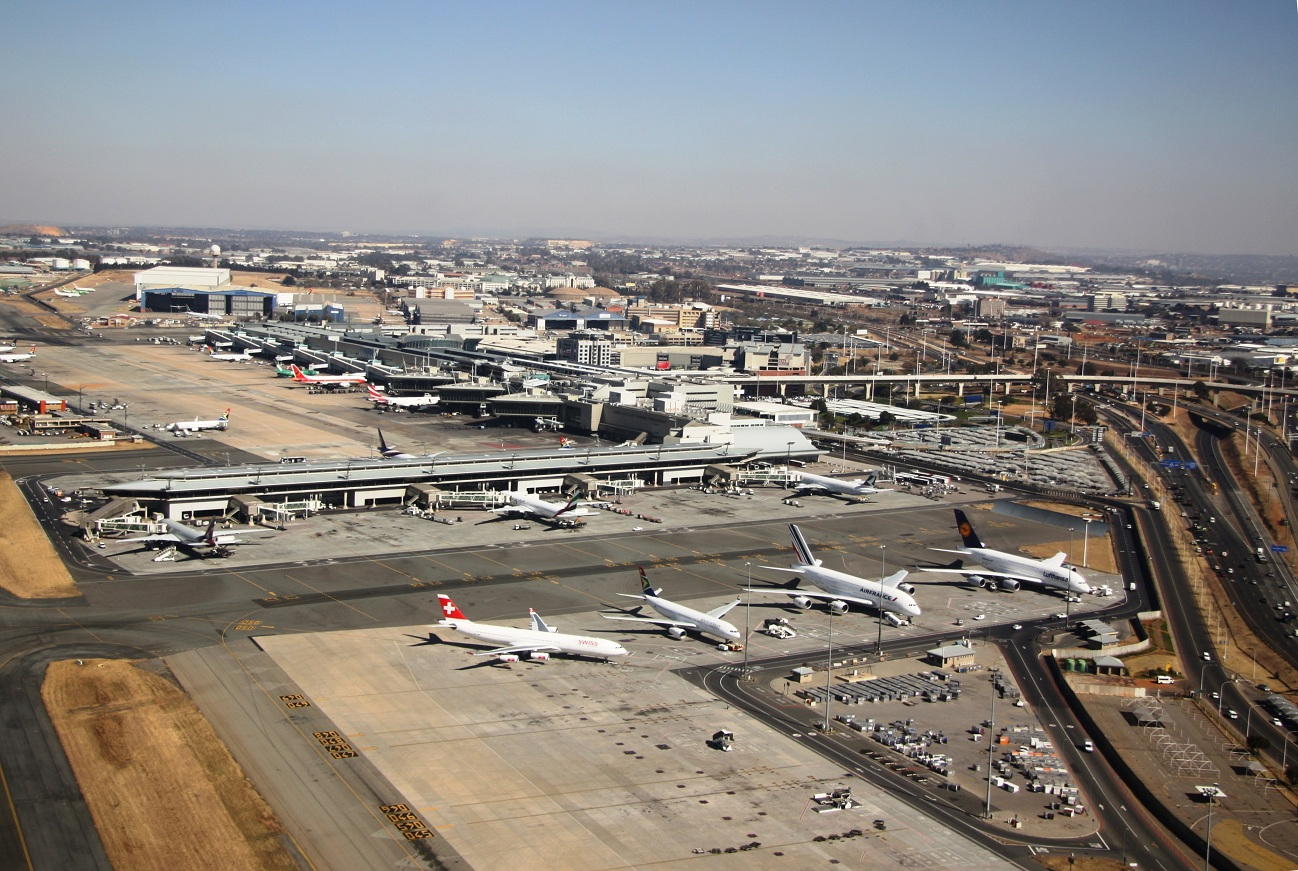
Port lotniczy Johannesburg

### Okres apartheidu i okres przejściowy
Republika Południowej Afryki od lat 70. XX wieku pozostaje na progu kraju uprzemysłowionego. Po okresie apartheidu rządy demokratyczne odziedziczyły ogromną różnicę w zamożności między społecznościami białych i czarnych. Na 40 milionów mieszkańców, około 23 milionom brakowało energii elektrycznej lub urządzeń sanitarnych, 12 milionom brakowało czystych zasobów wodnych, 2 miliony dzieci nie uczęszczały do szkoły, a jedna trzecia populacji była analfabetami. Bezrobocie wynosiło 33%, a prawie połowa ludności żyła poniżej granicy ubóstwa. Rezerwy finansowe państwa były na wyczerpaniu, jedną piątą budżetu państwa przeznaczano na spłatę zadłużenia. W rezultacie zmniejszono zakres obiecywanego Programu Rozwoju i Odbudowy (PROW) należało też zrezygnować z propozycji dotyczących tworzenia miejsc pracy i nacjonalizacji. W zamian za to rząd przyjął liberalną politykę gospodarczą mającą na celu promocję inwestycji zagranicznych, w ten sposób zastosował się do „konsensusu waszyngtońskiego”, wspieranego przez Bank Światowy i Międzynarodowy Fundusz Walutowy.

### Wzrost wydatków socjalnych i transformacja gospodarcza

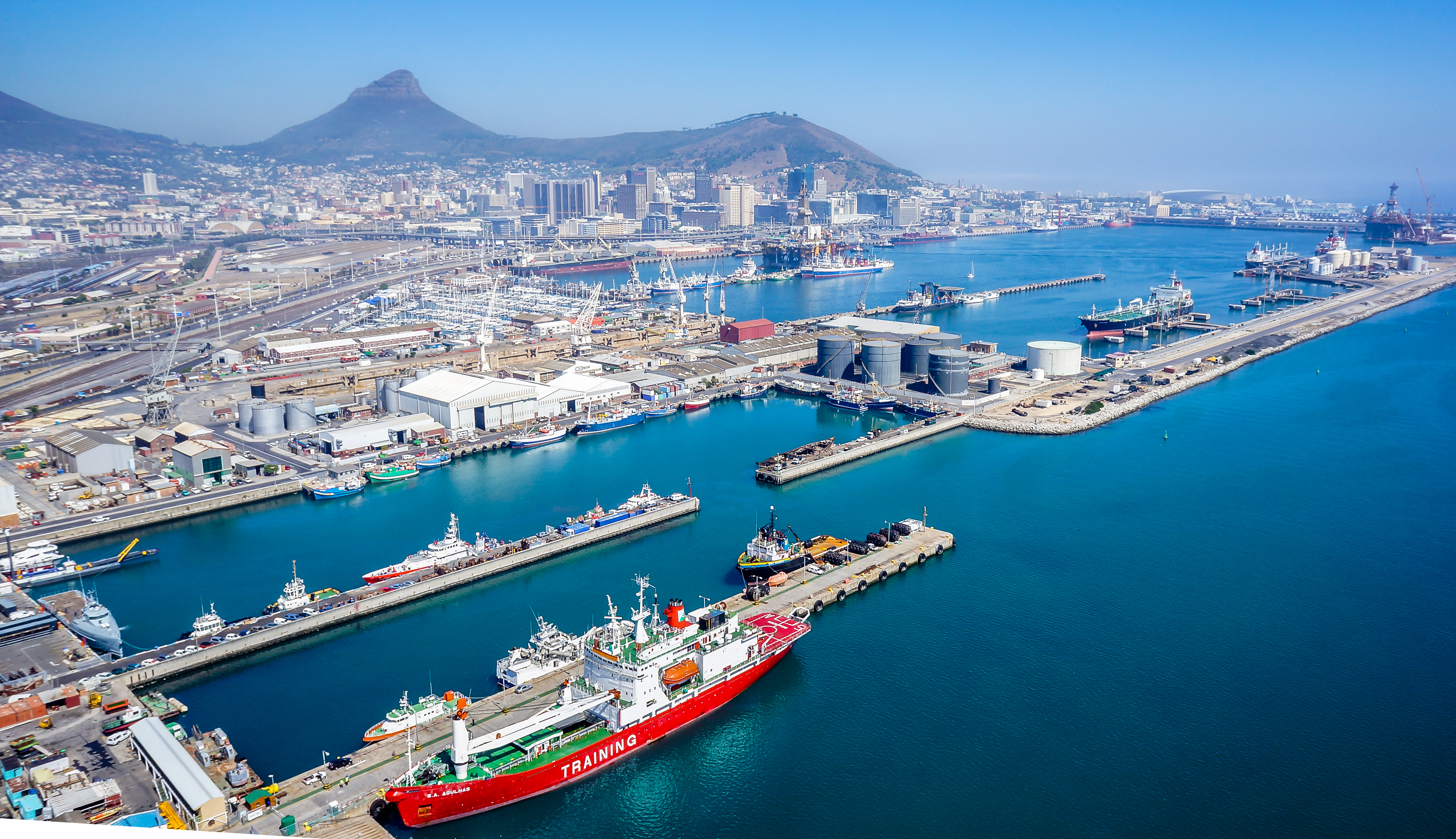
Port w Kapsztadzie

Wydatki socjalne wzrosły w okresie 1996-97 o 13%, 1997-98 o tyle samo procent natomiast w 1998-99 o 7%. Rząd wprowadził parytet w formie dotacji dla stypendiów, opłat dla dzieci i dla niepełnosprawnych oraz emerytur (które wcześniej były ustawione na różnych poziomach w zależności od grupy rasowej). W 1994 roku wprowadzono bezpłatną opiekę zdrowotną dla dzieci do lat sześciu i kobiet w ciąży. Możliwość korzystania ze służby rozszerzono do wszystkich mieszkańców w 1996 roku. W wyborach w 1999 roku, ANC mógł pochwalić się, że na skutek polityki partii, trzy miliony osób zostało podłączonych do linii telefonicznych, półtora miliona dzieci zostało wprowadzonych do systemu edukacji a 500 klinik zostało zmodernizowanych lub wybudowanych, 2 miliony ludzi zostało podłączone do sieci elektrycznej, dostęp do wody został zwiększony do 3 milionów ludzi a zbudowanych zostało 750 tysięcy domów dla prawie trzech milionów ludzi. Obecnie jest to najlepiej rozwinięty kraj kontynentu afrykańskiego. Na terenie RPA znajduje się wiele bogactw naturalnych, a także dobre żyzne gleby. Klimat również sprzyja rozwojowi rolnictwa. Przemysł wydobywczy RPA opiera się na wydobyciu złota (40% światowych zasobów) i diamentów jubilerskich i przemysłowych, gdzie stanowią one połowę światowych zasobów oraz węgla kamiennego (80% zasobów Afryki). Rolnictwo RPA produkuje więcej żywności niż konsumują mieszkańcy tego kraju. Nadwyżki są eksportowane. Użytki rolne i zielone stanowią ponad 75% kraju.
Hodowla obejmuje: konie, owce, trzodę chlewną. U wybrzeży RPA znajdują się bogate łowiska wykorzystywane przez rozwiniętą flotę rybacką. W 2010 r. RPA była państwem z najwyższym PKB w Afryce według danych Banku Światowego.
| Państwo           | Produkt krajowy brutto [mld $] | Liczba ludności [mln] |
| ----------------- | ------------------------------ | --------------------- |
| Południowa Afryka | 363,704                        | 54,8                  |
| Egipt             | 218,912                        | 94,8                  |
| Nigeria           | 192,669                        | 190,6                 |
| Algieria          | 159,426                        | 41,5                  |

## Demografia

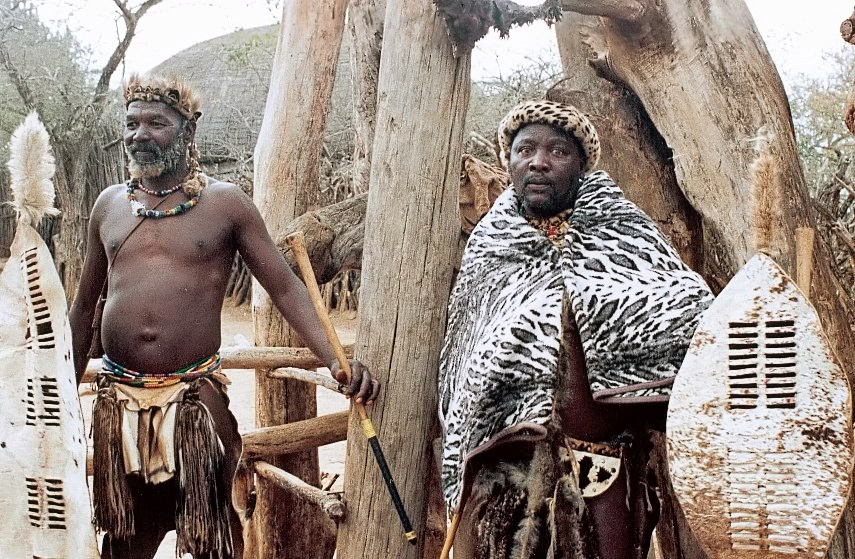
Zulusi w Południowej Afryce

W Południowej Afryce mieszka około 57 milionów ludzi (w tym wielu nielegalnych emigrantów) o różnorodnym pochodzeniu, kulturze, języku i religii.
Południowoafrykański Urząd Statystyczny wyróżnia 5 kategorii rasowych wśród ludności kraju; tak przedstawiał się ich udział procentowy w populacji w 2011:
- czarni Afrykanie: 79%
- biali: 8,9%
- koloredzi: 8,9%
- Azjaci: 2,5%
- inne/nieokreślone: 0,5%

Pierwszy spis z 1911 pokazał, że biali stanowią 22% populacji; ich procentowy udział spadł do 16% w roku 1980.
Struktura etniczna
| Grupa etniczna  | Język       | Liczebność w tys. | Procent ludności |
| --------------- | ----------- | ----------------- | ---------------- |
| Zulusi          | zulu        | 12 663            | 22,88%           |
| Soto            | sotho       | 9683              | 17,5%            |
| Khosa           | khosa       | 8779              | 15,86%           |
| Koloredzi       | afrikaans   | 5271              | 9,53%            |
| Tswana          | tswana      | 3956              | 7,15%            |
| Afrykanerzy     | afrikaans   | 3715              | 6,71%            |
| Tsonga          | tsonga      | 2433              | 4,4%             |
| Portugalczycy   | portugalski | 1746              | 3,16%            |
| Swazi           | suazi       | 1392              | 2,52%            |
| Lemba           | venda       | 1291              | 2,33%            |
| Anglo-Afrykanie | angielski   | 1256              | 2,27%            |
| Ndebele         | ndebele     | 1163              | 2,1%             |

### Miasta
| 1  | Johannesburg     | Gauteng                         | 5 635 127 |
| 2  | Kapsztad         | Prowincja Przylądkowa Zachodnia | 4 710 000 |
| 3  | Durban           | KwaZulu-Natal                   | 3 120 282 |
| 4  | Soweto           | Gauteng                         | 1 695 047 |
| 5  | Pretoria         | Gauteng                         | 1 619 438 |
| 6  | Gqeberha         | Prowincja Przylądkowa Wschodnia | 967 677   |
| 7  | Pietermaritzburg | KwaZulu-Natal                   | 750 845   |
| 8  | Benoni           | Gauteng                         | 605 344   |
| 9  | Bloemfontein     | Wolne Państwo                   | 556 000   |
| 10 | Tembisa          | Gauteng                         | 511 655   |
| 11 | East London      | Prowincja Przylądkowa Wschodnia | 478 676   |
| 12 | Vereeniging      | Gauteng                         | 474 681   |

### Religia
Według spisu z 2016 r., 78% mieszkańców Południowej Afryki określiło swą przynależność religijną do chrześcijaństwa. 10% utożsamiało się z inną religią: 4,4% praktykowało tradycyjne religie plemienne, 1,6% utożsamiało się z islamem, 1,0% z hinduizmem. Blisko 11% osób określiło się jako bezwyznaniowcy (w tym 0,1% ateiści i 0,06% agnostycy). Pozostali bądź nie chcieli lub nie potrafili określić swej przynależności religijnej. Według tegoż spisu były obecne także małe grupy żydowskie (49,5 tys.), buddystów (24,8 tys.) i bahaistów (6,9 tys.).
Wśród chrześcijan główne grupy stanowili: niezależne Kościoły afrykańskie (25,4%), zielonoświątkowcy (15,2%), katolicy (6,8%), metodyści (6,4%), kalwini (5,3%), chrześcijaństwo bezdenominacyjne (4,5%), anglikanie (3,2%), baptyści (1,9%), luteranie (1,7%), Świadkowie Jehowy (0,86%) i mormoni (0,21%). Pozostali chrześcijanie nie przypisali się do żadnej grupy.

## Języki
Od momentu zakończenia apartheidu w Republice Południowej Afryki obowiązuje jedenaście języków urzędowych: język angielski, język afrikaans, isiZulu, Siswati, isiNdebele, Sesotho, pedi, Xitsonga, Setswana, Tshivenda i isiXhosa.
RPA, obok Boliwii oraz Zimbabwe ma najwięcej języków urzędowych na świecie.
Szacuje się, że około 0,7% czarnej i 59,1% białej populacji posługuje się na co dzień językiem afrikaans.
Językiem angielskim natomiast, jako ojczystym, posługuje się około 0,5% czarnej i 39,3% białej populacji.
Języki z grupy bantu używane przez czarną ludność przedstawiają się następująco: około 2,0% isiNdebele, 22,3% isiXhosa, 30,1% isiZulu, 11,9% pedi, 10,0% Sesotho, 10,3% Setswana, 3,4% Siswati, 2,9% Tshivenda, a 5,6% Xitsonga.
Jedynie około 0,3% czarnej ludności nie posługuje się na co dzień żadnym z jedenastu języków urzędowych.
Część (1,1%) białych mieszkańców porozumiewa się w innych językach indoeuropejskich, tj.: po portugalsku, niemiecku czy grecku.
W dalszym ciągu niektórzy mieszkańcy RPA o pochodzeniu południowoazjatyckim posługują się na co dzień językiem gudźarati lub tamilskim. Język angielski jest powszechnie rozumiany przez mieszkańców i służy do komunikacji pomiędzy różnymi grupami etnicznymi.

## Kultura
Dzisiejsza Południowa Afryka jest krajem wielokulturowym w którym zwyczaje i normy społeczne różnią się w zależności od regionu i struktury społecznej.

### Literatura

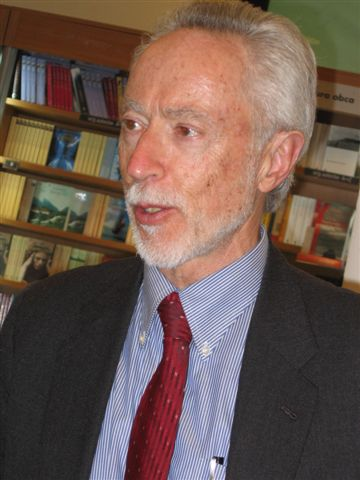
John M. Coetzee, południowoafrykański pisarz

- John Maxwell Coetzee, laureat Nagrody Nobla w 2003 roku
- Nadine Gordimer, laureatka Nagrody Nobla w 1991 roku

### Sport

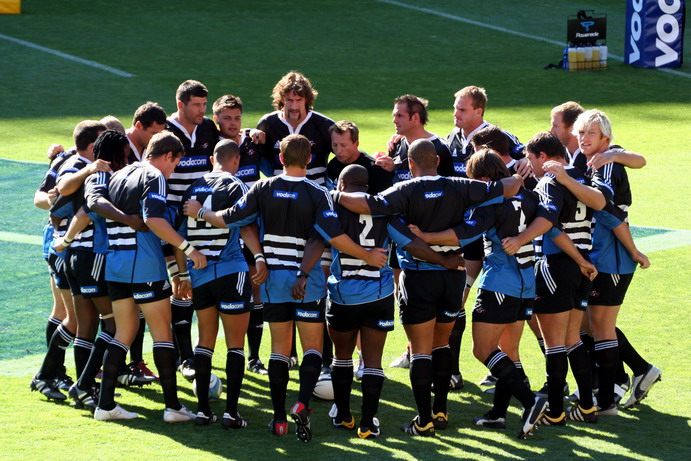
Południowoafrykańska drużyna rugby – „Stormers”

## Przestępczość
Pomimo ciągłych wysiłków rządu i policji, przestępczość pozostaje bardzo dużym problemem. Między kwietniem 2014 a marcem 2015 w Afryce Południowej zarejestrowano 2,2 miliona przestępstw. Choć liczba ta nieznacznie maleje, RPA wciąż ma najwyższy wskaźnik przestępczości wśród krajów, w których istnieją wiarygodne statystyki policyjne. W 2006 r., podsumowując po dwunastoletnim okresie od zakończenia apartheidu (1994 r.), policja RPA stwierdziła, że ponad 420 000 osób zostało zabitych i zgłoszono ponad 650 000 gwałtów, wiele przestępstw jednak jest nieodnotowanych i szacuje się, że faktyczne liczby mogą być wielokrotnie większe. W badaniu przeprowadzonym w prowincjach Wschodnie Cape (ang. East Cape) i KwaZulu-Natal 27,6% wszystkich badanych mężczyzn stwierdziło, że zgwałciło kobietę co najmniej raz, z czego połowa przyznała się do wielokrotnych gwałtów. Uwzględniając liczbę ludności, można wnioskować, że rzeczywista liczba gwałtów w ostatnich dziesięcioleciach wynosi wiele milionów. Statystycznie mieszkanki Południowej Afryki są ofiarami gwałtu przynajmniej raz w życiu.

## Problem AIDS
Nosicielami wirusa HIV jest dziesięć procent spośród prawie 55-milionowej populacji.